# Cambra de Comerç Britànica a Espanya
La Cambra de Comerç Britànica a Espanya (o British Chamber of Commerce in Spain, en anglès) és una organització sense ànim de lucre fundada a Barcelona l'any 1908 que ofereix als seus membres la possibilitat d'establir negocis i intercanvis comercials. La seu de la cambra es troba a la capital catalana, però també compta amb oficines a Madrid i Marbella. Des de 2014 el seu president és Christopher Dottie.
Com la majoria de cambres de comerç, la Cambra estableix contactes entre empreses, en aquest cas entre empreses britàniques i espanyoles. També ofereix serveis de suport per establir contactes, invitacions a esdeveniments i publicitat a través de la premsa estatal i local. Entre els socis de la cambra s'hi poden trobar tant petites i mitjanes empreses com multinacionals. Ofereix oportunitats als socis per establir xarxes de contactes i relacionar-se amb persones influents del món dels negocis i, així, posar en contacte els mercats del Regne Unit i Espanya. S'ha mostrat partidària de la permanència del Regne Unit a la Unió Europea i contrària al brexit.